# Julien Marchand
Julien Marchand (Loures-Barousse, 10 maggio 1995) è un rugbista a 15 francese, tallonatore del Tolosa.

## Biografia
Nativo di Loures-Barousse, negli Alti Pirenei, si formò rugbisticamente in un club di Montréjeau (Alta Garonna) dove suo padre, militare della Gendarmeria, era allenatore per poi passare a 14 anni nel centro di formazione giovanile del Tolosa.
Durante il tirocinio nelle giovanili, in cui vinse un campionato giovanile francese, vestì anche la maglia delle selezioni nazionali U-17 e U-18.
Nel 2014, a 19 anni, l'allenatore della prima squadra Guy Novès fece debuttare Marchand in campionato contro lo Stade français per far fronte alle assenze contemporanee di Ralepelle e Tolofua nel ruolo; i due titolari giocarono complessivamente 268 minuti in stagione per problemi fisici, e Marchand ebbe quindi l'occasione di mettersi in luce tra i migliori esordienti del campionato francese e di assicurarsi un posto da titolare anche con il nuovo allenatore Ugo Mola.
Nel 2017 giunse il prolungamento quadriennale di contratto con Tolosa e l'anno successivo, dopo un primo assaggio di rugby internazionale nei Barbarian francesi in tour in Nuova Zelanda, divenne capitano del club ed esordì in nazionale maggiore sotto la guida tecnica di Jacques Brunel durante i test di fine anno contro Figi allo Stade de France; nel corso del suo secondo incontro in maglia blu, al Sei Nazioni 2019 contro il Galles, si ruppe il legamento crociato di un ginocchio, infortunio che gli precluse tutto il resto della stagione, conclusa con il suo primo titolo di campione nazionale con Tolosa, e soprattutto la partecipazione alla Coppa del Mondo 2019 in Giappone.
Nel successivo quadriennio ha vinto ulteriori due campionati con Tolosa, e ha fatto parte della squadra nazionale che ha vinto il Grande Slam al Sei Nazioni 2022 e che un anno più tardi ha preso parte alla Coppa del Mondo 2023 organizzata dalla Francia.
Oltre ai citati titoli di club, con Tolosa Marchand si è aggiudicato nel 2024 l'accoppiata campionato-Champions Cup, nella cui finale è subentrato a metà secondo tempo.

## Palmarès
- Campionati francesi: 4
Tolosa: 2018-19, 2020-21, 2022-23, 2023-24
- Champions Cup: 1
Tolosa: 2023-24